# Mathias Prininger
Mathias Prininger (* 1652 in Wels; † 24. Juni 1718 in Krems an der Donau) war ein österreichischer Glockengießer. Er gilt als einer der bedeutendsten Gießer des Barock in Österreich.

## Leben und Wirken

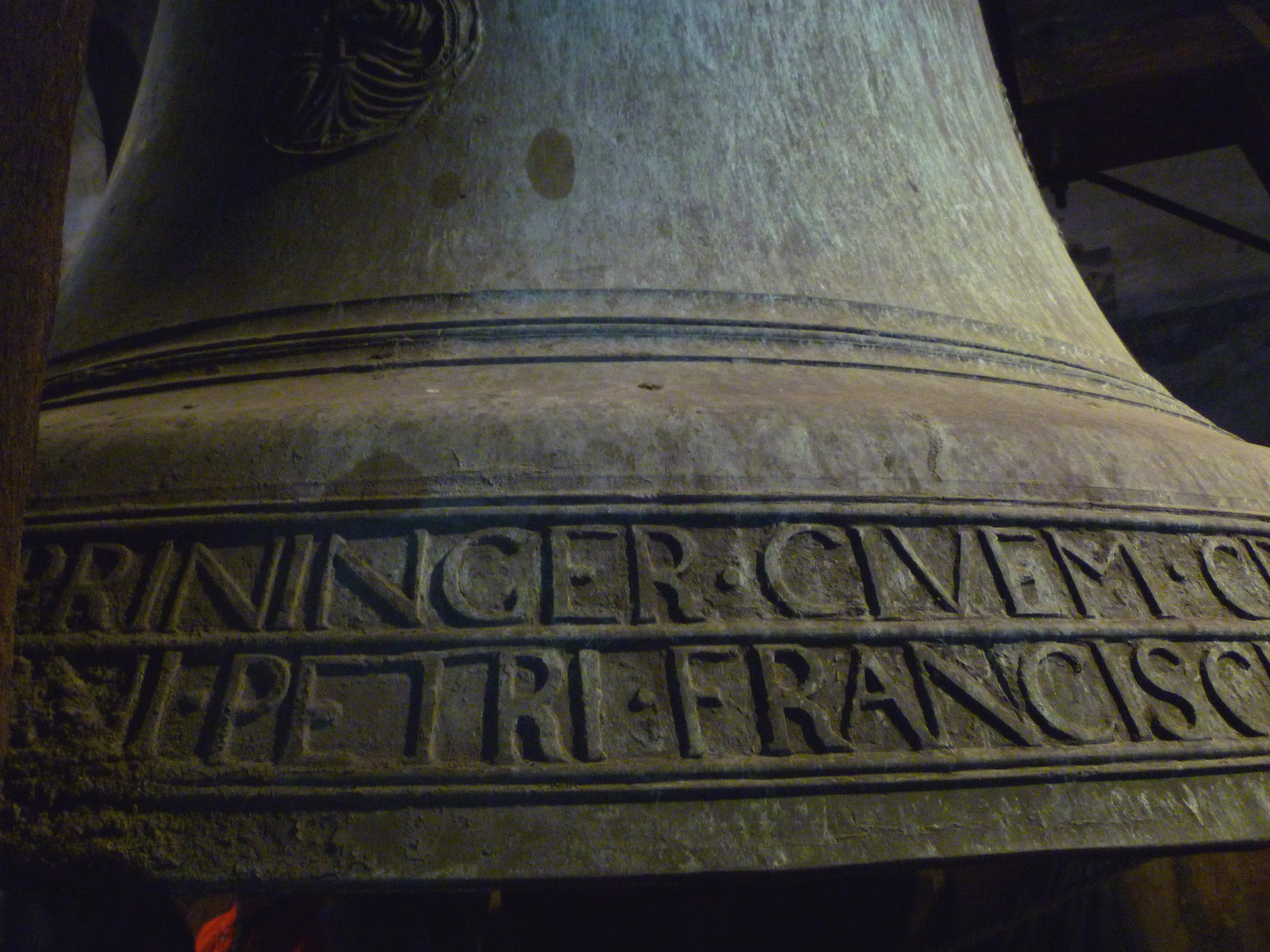
Namenszug Mathias Priningers auf der Glocke der Piaristenkirche Krems

Prininger erhielt am 2. Dezember 1683 das Kremser Bürgerrecht. Im gleichen Jahr übernahm er auch die dort seit mehreren Generationen bestehende Gießerei von seinem Vorgänger Johann Christoph Flos.
Innerhalb von rund 35 Jahren goss er über 80 Glocken, von denen heute noch 41 erhalten sind, fast alle davon in Niederösterreich.
Mathias Prininger starb angeblich in Folge der großen Anstrengungen beim Guss seines bedeutendsten Werkes, der großen Glocke des Stiftes St. Florian, gegossen 1717. Allerdings sind noch in seinem Todesjahr 1718 einige weitere Glocken entstanden.
Die Gießerei wurde nach Priningers Tod zunächst von seiner Frau weitergeführt und schließlich im Jahr 1720 von Ferdinand Drakh übernommen.

## Werke
Unter den erhaltenen Glocken befinden sich folgende Werke:
- Dom zu St. Pölten: 4 Glocken eines ehemals 5-stimmigen Geläuts auf a0 von 1696 (Glocke 3 ist nicht erhalten)
- Stadtpfarrkirche Waidhofen an der Ybbs: 3-stimmiges Geläute auf h0 von 1689
- Piaristenkirche Krems: Piaristenglocke (auch Kremser Pummerin genannt) auf g0 von 1702
- Stift St. Florian: große Glocke, genannt Angstglocke oder auch Prälatenglocke, auf f0 von 1717. Diese ist mit einem Gewicht von 8.643 kg und einem Durchmesser von 244 cm die größte historische Glocke und insgesamt fünftgrößte Glocke Österreichs, sowie die größte des Bundeslandes Oberösterreich.
- Pfarrkirche Imbach 1718
- Pfarrkirche Langenrohr 1696

Nicht erhalten sind unter anderem folgende Werke:
- Stift Seitenstetten: große Glocke auf a0 von 1709 mit 3.875 kg Gewicht und 189 cm Durchmesser, gesprungen und umgegossen 1913
- Stift Göttweig: große Glocke von 1700 mit ca. 3.360 kg Gewicht, umgegossen 1752
- Stift Melk: große Glocke von 1705 mit ca. 6.720 kg Gewicht, bei einem Brand 1738 zerstört